# Cabanabona
Cabanabona è un comune spagnolo di 94 abitanti situato nella comunità autonoma della Catalogna.